# 501 aC

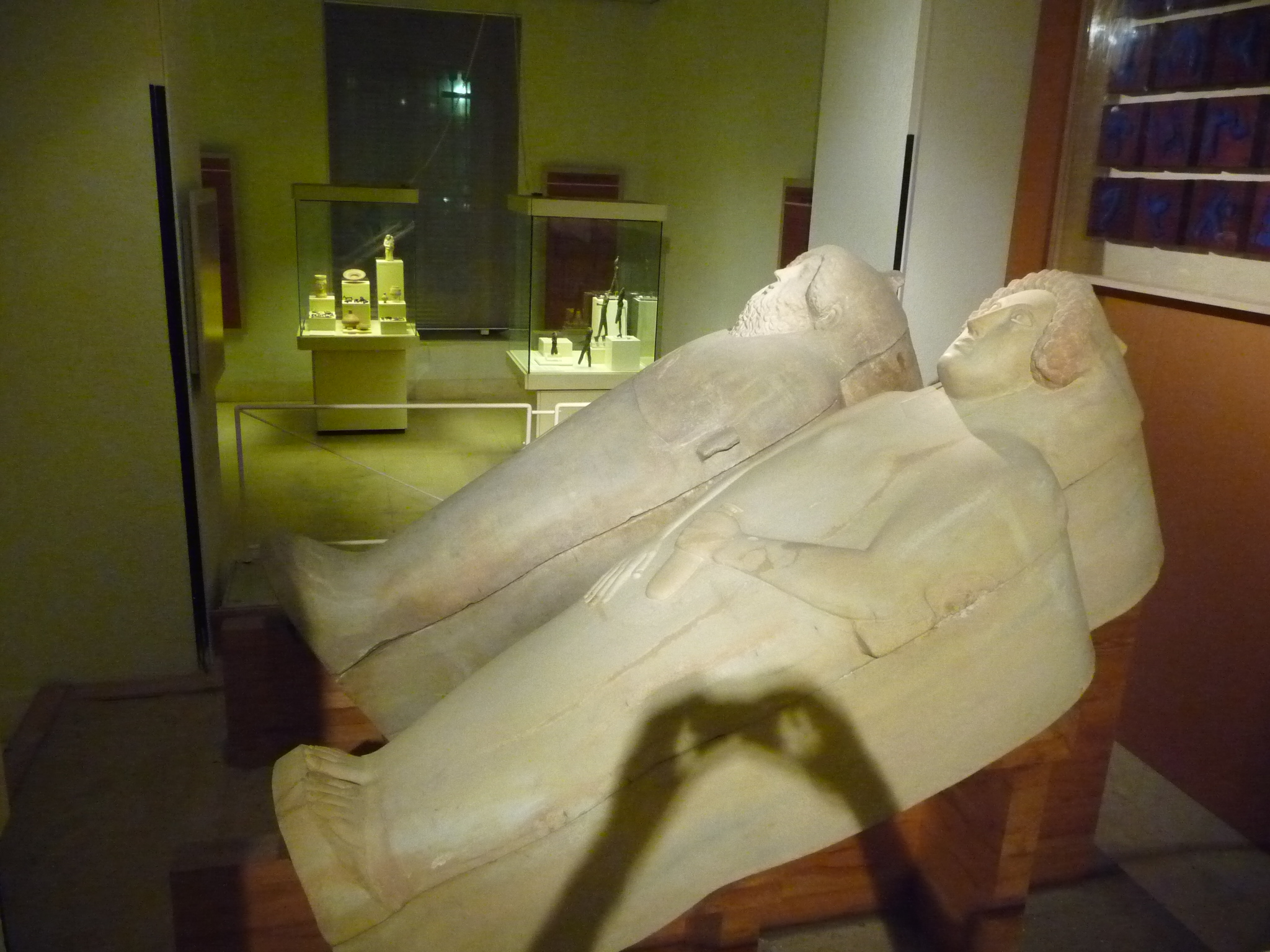
Sarcòfags antropomorfos fenicis trobats a Cadis conservats al Museu de Cadis

L'any 501 aC es un any del calendari gregorià. En l'Imperi Romà havia estat conegut com l'any del Consolat d'Auruncus i Lartius, o any 253 Ab urbe condita. La denominació de 501 aC per aquest any ha estat utilitzada des de principis de l'edat mitjana, quan es va establir l'era del calendari de l'Anno Domini per denominar els anys.

## Esdeveniments

### Mediterrani
- * Gadir (actual Cadis): és capturada pels cartaginesos (data aproximada).[1]

Mapa del Laci del segle V aC mostrant la localització dels pobles dels sabins.

Roma.Titus Livi reporta que l'any 501 aC els llatins declaren una guerra (sense sang) contra un grup de joves sabins degut a que aquests ataquen cortesans llatins durant els jocs de Roma. Tot i que es declara la guerra, no hi ha cap batalla. Com a resultat d'aquesta confrontació, el cònsol Tit Larci Flavus esdevé dictador.
- L'illa de Naxos és atacada pels perses. Els perses, a suggeriment d'Aristàgores, van enviar una força militar important per sotmetre l'illa, però l'atac no va tenir èxit.[4]

### Àsia
- Confuci és nombrat governador de Chung-tu.[5]

## Necrològiques

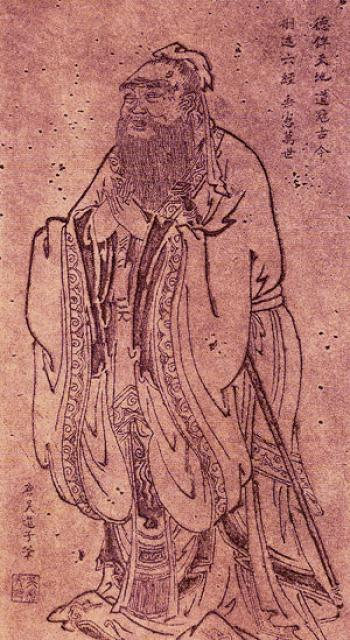
Retrat de Confuci fet per Wu Daozi (685-758).

- El duc Ai de Qin, governant de l'Estat de Qin, entre el 537 aC i el 501 aC.[6]
- Deng Xi, filòsof xinès.[7]